# المنتصر بالله (ممثل)
المنتصر بالله رياض عبد السيد (21 فبراير 1950 - 26 سبتمبر 2020) ممثل مصري اشتهر بأدواره الكوميدية، حصل على بكالوريوس فنون مسرحية عام 1969 ثم ماجستير فنون مسرحية عام 1977، بدأ مشواره مع فرقة ثلاثي أضواء المسرح عام 1970. من المسلسلات التي عمل بها: «أبناء ولكن»، «أيام المنيرة»، «أنا وأنت وبابا في المشمش» ومن المسرحيات: «شارع محمد علي». اعتبر أداؤه بالغ التميّز، فطبيعة الشخصيات التي جسدها عريضة للغاية إلا أنه يحسب على الكوميديا.

## مرضه ووفاته
في عام 2008، أصيب بجلطة في المخ، وتوفي يوم السبت 26 سبتمبر عام 2020 عن عمر 70 عامًا، بعد معاناة مع المرض استمرت 12 عامًا.

## أعماله

### الأفلام
| - حنحب ونقب:1997- مدحت - يا تحب يا تقب:1994- مختار - الرصيف:1993- شنكل - كريستال:1993- في فرقة قباري - الزمن الصعب:1992- شهبور - الفضيحة:1992- عباس - شفاه غليظة:1992 - ضد الحكومة:1992- زكي - المواطن مصري:1991- الغفير - الشيطانة التي أحبتني:1990- حازم عونى المحامى - الشيطان يستعد للرحيل:1990 - تحت الصفر:1990- في طابور العيش | - المرشد:1989- موظف بالمستشفى - المعلمة سماح:1989- سلامة - صراع الأحفاد:1989-كتكوت - مهرج السيرك - التحدي:1988- بسيوني - المجنون:1988- سعيد - اللعيبة:1987 - حارة الجوهري:1987- محمد - أجراس الخطر:1986- سباعى عبدالستار - الحدق يفهم:1986- سعد الطبال - امرأة تحت الاختبار:1986- بدير - فقراء ولكن سعداء:1986- سعد الله | - محامي تحت التمرين:1986 - نأسف لهذا الخطأ:1986- سُطل - ناس هايصة وناس لايصة:1986 - الرجل الذي عطس:1985 - الموظفون في الأرض:1985- سمير - عسل الحب المر:1985- سمير - المحظوظ:1984- برعي - ممنوع للطلبة:1984- أنور كريم - أسوار المدابغ:1983- سعيد - الذئاب:1983- المعلم حسيب - دعوة للزواج:1983 | - يا ما أنت كريم يا رب:1983- سعيد الشندويلي - تجيبها كده تجيلها كده هي كده:1982- مصيلحي - سواق الأتوبيس:1982- ماهر (ابن خاله ميرفت) - إللي ضحك على الشياطين:1981 - مرآة في الكف:1981-حسنين - فرّاش المصلحة - استقالة عالمة ذرة:1980 - المغنواتي:1979 - رجل اسمه عباس:1978 - فيفا زلاطا:1976- من أتباع زلاطا - احترسي من الرجال يا ماما:1975 - الأستاذ والهلفوت |

### المسلسلات
| - الصيف الماضي:2010 - راجل وست ستات ج5: 2009 - عسكر وحرامية:2007 - 30 شارع مصطفى حسين:2006 - العمر بالمقلوب:2006 - آن الأوان:2006- عبده كورال - علماء على طاولة الشطرنج:2006 - ماكو فكة:2006 - الكلام المباح:2005 - من غير ميعاد:2005 - للسعداء فقط:2003 - اجري ..اجري ..اجري:2002 - الرجل المنتظر:2002 - آه يا دنيا:2001- زهدي الكرواني - نهر العطاء:2001 - تحت الصفر:2000 - أحلام مؤجلة:1999 - بدارة:1999- قنديل - عمو عزيز:1999 - القلب يخطئ أحيانا:1998- عبد الرازق - شقلباظ:1998 | - التوأم:1997- السيسي - الصحيح ما يطيح:1997- نبيل - سنوات الغربة:1997 - كلهن طيبات:1997 - عذاريب:1997 - أشواك الحب ج2: 1996 - شارع المواردي ج2: 1995- غباشي - لن أمشي طريق الأمس:1995- فرج - لو حصل العكس:1995 - أرابيسك: أيام حسن النعماني:1994- رمضان - أشواك الحب:1994- عزوز - أبناء ولكن:1993- صلاح - البحث عن زوج:1993 - المحاكمة:1993- عليوة الأوشاط - البحث عن عبده:1992- عبد الحميد - الوقف:1992 - ليلى زمانها جايه:1992- وجدي - البريمو:1991 - الحكم مؤجل:1991- غلوش - النوّة:1991- الكاني - مملوك في الحارة:1991- شحتوت | - البحث عن فرصة:1990- عباس - شارع المواردي ج1: 1990- غباشي - صباح الخير يا جاري:1990 - مذكرات زوج:1990- عبدالعزيز - مواقف ساخرة:1990 - أبرياء ولكن:1989- جابر ابن أخت اعتماد - الحب وسنينه:1989- ضيف شرف - الحل الوحيد:1989 - أنا وانت وبابا في المشمش:1989- حلاوة - اللقاء الثاني:1988- سعيد - ثمن الخوف:1988 - حكاية ماما زوزو:1988- محمد - نار ودخان:1988- حسونة - القاهرة 80:1986 - تمساح البحيرة:1986 - انها مجنونة مجنونة:1985- عباس مدبولي - الناس لبعض:1983-(تمثيلية) - عالم عم أمين:1983- أحمد زاهر البحيري - عصر الحب:1983 - قلب من ذهب:1983 - أعقل زوجين في العالم:1982- محي | - وتاه الطريق:1982- سكر - حديقة الزوجات:1981 - ميراث الغضب:1981- شريف - وتفضلوا بقبول الحب:1981 - عيون:1980- صفوت - كبرياء الحب:1980- النشال - من الجاني:1980 - عيون الحب:1979 - فارس الأحلام:1979 - الأفعى:1977 - الدنيا لما تلف:1977- محروس - بعد الغروب:1977 - فرصة العمر:1976 - الشاطئ المهجور:1975 - الدوامة:1973 - متاعب المهنة:1970 - الحب والثمن - الدعوة خاصة جدا - بيت العيلة - طريق الذهب- عبده - فوتوغرافيا |

### المسرحيات
| - آه يا عقلي:2002 - بوبي جارد:1998 - مولد سيدي المرعب:1998- بعد وفاة نجاح الموجي - استجواب:1996- زهير بو دبة - صفقة بمليون دولار:1992 - العالمة باشا:1991 - شارع محمد علي:1991- شلولخ - ليلة القبض على بابا:1990 - عصفور ودبور:1989 - إمبراطور عماد الدين:1988 - علشان خاطر عيونك:1987- سينجر | - ابتسامة وراء قضبان (أنا وصاحبي في الكازوزة):1986 - أولادي:1985 - بداية ونهاية:1985- المعلم بسطويسي - عائلة سعيدة جدًا:1985- سامي - إنهم يقتلون الحمير:1984 - الصغيرة:1982 - حضرات السادة العيال:1982 - إحنا إللي خرمنا التعريفة:1980 - عروسه تجنن:1980 - راسب مع مرتبة الشرف:1978 - ليلة من ألف ليلة:1977 | - الرجال يفضلونها موظفة - النسانيس- سعد - إلى المصيف يا زوجي الحبيب - انت المطلوب - حارة الضحك - دنيا - عيلتين في شقة - قسمتي ونصيبي - مطلوب على وجه السرعة- حامد - وراك يا زمن - يا أنا يا إنتي يا دنيا |

### أخرى
| سهرة تليفزيونية \| - الحب القاتل:2004 - أولية:1997 - الجواز وسنينه:1994 - أرملة علي جناح وردة:1992 - شموع السعادة:1990 - حب وتخشيبة:1987- صفوت - حلاوة الروح:1982- سعيد - الحب كلمة من حرفين \| - الزواج في الزمن الصعب- حمادة - امرأة من الماضي- عادل - حدث في كفر الطناشي- حسنين أبو عوف - عودة من الحلم الوردي - قلوب خضراء - كفر الجنون - نص عمر - نهارك أبيض \| مسلسل إذاعي - عوام على بر الهوى:2009-حلمي رفلة - عبدالودود عبر الحدود:2001 - كلمني عن بكره:2000 - الأستاذ حاشر نفسه - مراتي عاقلة جدا-كمال زوج مها \| فوازير - عالم ورق ورق ورق:1990 - عمو فؤاد وكنوز الأرض:1990 - فطوطة: الأفلام:1983 \| برامج - لا أرى لا أسمع:1996 تقديم - حيلهم بينهم:2007 ضيف - ساعة صفا:1997 ضيف - سين جيم:1995 ضيف - آخر الكلام:1994 تقديم البرنامج - لا تفهمونا غلط ضيف \| 1. 2. 3. 4. 5. - المنتصر بالله على موقع IMDb (الإنجليزية) - المنتصر بالله على موقع الدهليز - المنتصر بالله على موقع قاعدة بيانات الأفلام العربية | | |                                                                                  | |
| - الحب القاتل:2004 - أولية:1997 - الجواز وسنينه:1994 - أرملة علي جناح وردة:1992 - شموع السعادة:1990 - حب وتخشيبة:1987- صفوت - حلاوة الروح:1982- سعيد - الحب كلمة من حرفين | - الزواج في الزمن الصعب- حمادة - امرأة من الماضي- عادل - حدث في كفر الطناشي- حسنين أبو عوف - عودة من الحلم الوردي - قلوب خضراء - كفر الجنون - نص عمر - نهارك أبيض | مسلسل إذاعي - عوام على بر الهوى:2009-حلمي رفلة - عبدالودود عبر الحدود:2001 - كلمني عن بكره:2000 - الأستاذ حاشر نفسه - مراتي عاقلة جدا-كمال زوج مها | فوازير - عالم ورق ورق ورق:1990 - عمو فؤاد وكنوز الأرض:1990 - فطوطة: الأفلام:1983 | برامج - لا أرى لا أسمع:1996 تقديم - حيلهم بينهم:2007 ضيف - ساعة صفا:1997 ضيف - سين جيم:1995 ضيف - آخر الكلام:1994 تقديم البرنامج - لا تفهمونا غلط ضيف |